# Veja (revista)
Veja (en español literalmente “Vea”) es una revista semanal brasileña de periodismo de investigación editada en la ciudad de São Paulo y de circulación nacional, publicada por la Grupo Abril.Fue fundada en el 11 de septiembre de 1968 y creada por los periodistas Victor Civita (de origen italiano) y Mino Carta, inspirándose en la estadounidense Time. Con una tirada de aproximadamente 1,2 millón de ejemplares, es la revista de mayor circulación en el Brasil. Su orientación política oscila entre la derecha liberal y el conservadurismo.
La revista trata temas cotidianos de la sociedad brasileña y del mundo, como política, economía, cultura y comportamientos en general; la tecnología, ecología y religión, también suelen ser abordados. Además posee secciones fijas de cinematografía, literatura y música, entre otras variedades. Sus textos son elaborados en su mayor parte por periodistas, pero no todas sus secciones son firmadas. La revista publica eventualmente ediciones que tratan de asuntos regionales Veja BH, Veja São Paulo o Veja Rio. La publicación es distribuida a sus 920.000 suscriptores los sábados y llega a los quioscos de diarios y revistas los domingos; sin embargo, sus ejemplares semanales traen estampada una fecha correspondiente a un día miércoles (quarta-feira).

## Algunos hechos históricos
En diciembre de 1975, la revista publicó un reportaje afirmando que científicos habían conseguido obtener diapositivas inéditas Nessie, el supuesto monstruo del lago Ness, suficientemente claras para identificar en ellas a una criatura como un plesiosauro, un dinosaurio herbívoro extinto hace unos 70 millones de años. Veja le dedicó seis notas al supuesto monstruo, citando supuestas “pruebas” científicas de su existencia en cinco de ellas.
En abril de 1983 la revista publicó, en su respectiva sección de ciencia, un reportaje afirmando que investigadores alemanes occidentales, de la ciudad de Hamburgo, habían creado un proceso inédito que permitía la fusión de células animales y vegetales, culminando en un producto híbrido de carne bovina y tomate, capaz de crecer en árboles y apodado boimate. El reportaje se basó en informaciones de tenor humorístico del periódico británico New Science, sin percibir que se trataba de una broma del 1 de abril (día de los inocentes). El 26 de junio de ese mismo año, el periódico O Estado de S. Paulo desmintió tales extravagantes afirmaciones y la propia revista publicaría una nota al respecto el 6 de julio, desmintiendo el ala materia original, corrigiendo el equívoco y pidiendo disculpas a los lectores.
El 25 de abril de 1992 la revista publicó una entrevista exclusiva con Pedro Collor de Mello, hermano del entonces presidente Fernando Collor de Mello), en la que el entrevistado denunciaba irregularidades de desvíos de dinero público en una supuesta complicidad con Paulo César Farias. Esa entrevista desencadenó una serie de nuevas denuncias e investigaciones, culminando en un juicio político (inglés: impeachment) y la posterior renuncia del primer mandatario.
El 14 de mayo de 2005, otro informe de la revista tuvo un papel relevante en la eclosión de otra crisis política de grandes proporciones, cuando divulgó la transcripción de un video en el que se filmaba en flagrante delito (in fraganti), con una cámara escondida, al entonces funcionario de correos Maurício Marinho explicando a dos empresarios como funcionaba un esquema de pagos de “propinas” para cometer fraudes en licitaciones. Tal esquema terminaría involucrando al diputado Roberto Jefferson, y su denuncia sirvió de desencadenante para que estallase el denominado escándalo de mensalão.[cita requerida]
En 2009 la revista Veja liberó el acceso a la información disponible en sus ediciones publicadas entre 1997 y 2007, ahora digitalizadas, en un proyecto realizado en compañía de Bradesco.

## Críticas y controversias
La revista suele ser blanco de críticas relativas a su parcialidad, entre los cuales los periodistas Luis Nassif en la sección especial de su blog. y el propio Mino Carta, en diversas ediciones de su revista Carta Capital Ambos entablaron demandas judiciales contra la revista y sus columnistas (en especial, contra Diogo Mainardi) en relación con las acusaciones hechas por ambas partes.
En agosto de 2010, el Tribunal Superior Electoral (TSE) le concedió al Partido de los Trabajadores (Partido dos Trabalhadores, PT) derecho de réplica en la revista Veja. La decisión del TSE se debe a la publicación del informe Indio acertou no Alvo (“Indio acertó en el blanco”), sobre las declaraciones del diputado Índio da Costa acerca de supuestas conexiones entre el PT, las Fuerzas Armadas Revolucionarias de Colombia (FARC) y el narcotráfico. Sobre la concesión del derecho de réplica o respuesta, el ministro Hamilton Carvalhido afirmó que “hay una línea tenue que separa el legítimo derecho de ejercer la libertad de prensa y sus abusos”. No obstante, la medida fue criticada por diversos juristas, como Miguel Reale Júnior, Ives Gandra Martins, Paulo Brossard, Oscar Vilhena Vieira y Carlos Velloso.
Para Reale Júnior “decir la verdad no constituye delito (crime) si la intención no es ofender sino narrar un hecho – aunque ese hecho venga en desfavor del prestigio social de una entidad, como un partido político", en tanto que para Ives Gandra la revista habría expresado su opinión, “un derecho suyo” y habría realizado “el análisis de un hecho, lo que es legítimo dentro de los principios de la libertad de prensa”. Para Brossard “los hechos publicados son de notoriedad [...] hechos públicos y graves” que habrían sido “divulgados hasta el hartazgo” (noticiados fartamente).
Por su parte, Vilhena Vieira afirmó que el caso “confirma una tendencia a la restricción al derecho a la información y a la libertad de expresión en el Brasil”, y que Veja “tenía el derecho de publicar el reportaje”. Para los tres ministros del tribunal que se opusieron al derecho de réplica, la materia en cuestión sería “esencialmente periodística”, y la concesión del derecho de respuesta estaría en conflicto con la libertad de prensa y de expresión. Para cuatro de los siete jueces o ministros titulares do STF, la revista no se limitó a informar los hechos, sino que reforzó el argumento del diputado, juzgado ofensivo al partido por el propio TSE. Para Arnaldo Versiani, el reportaje, más que limitarse a informar los hechos, además emitía juicios de valor. Ricardo Lewandowski, presidente del tribunal, afirmó que en el informe “la revista intercala (entremeia) hechos con insinuaciones”.
En julio de 2015, la revista publicó un artículo en el que se afirmaba que el contratista federal Léo Pinheiro ofrecería un acuerdo de culpabilidad alegando que Lula estaba al tanto y se benefició del caso de corrupción antes mencionado. Sin embargo, Pinheiro publicó un artículo en el que afirmaba que las declaraciones que se le atribuían eran falsas. Como tal, Lula decidió demandar a Veja por daños morales. Sobre el mismo tema, la revista acusó al exfutbolista y senador Romário de tener una cuenta bancaria en el paraíso fiscal de Suiza. Tras ser solicitada por el senador, la Banca della Svizzera Italiana confirmó que los documentos publicados por Veja eran falsos. BSI anunció que solicitó una investigación del caso a la Procuraduría General de la República de Suiza. Según el columnista Ricardo Noblat, las acciones de Veja podrían haber sido orquestadas por el alcalde de Río de Janeiro, Eduardo Paes, ya que Romário es un fuerte candidato en las próximas elecciones municipales.

## Historial de circulación reciente
| Año               | 2015      | 2016      | 2017      | 2018    | 2019    | 2020    | 2021    |
| ----------------- | --------- | --------- | --------- | ------- | ------- | ------- | ------- |
| Circulación total | 1 178 100 | 1 121 600 | 1 232 700 | 802 100 | 546 300 | 261 300 | 184 391 |